# Konfár Gyula
Konfár Gyula (Budapest, 1933. május 13. – Budapest, 2008. szeptember 9.) Munkácsy Mihály-díjas magyar festőművész.

## Életútja
1933-ban Budapest egyik munkáskerületében, Angyalföldön született. Tehetségét először Domanovszky Endre fedezte fel, akivel tanulmányai elvégezte után baráti viszony alakult ki. 1950-től 1957-ig a Magyar Képzőművészeti Főiskolán tanult. Mesterei Domanovszky Endre, Kmetty János és Fónyi Géza. 1964 és 1965 között a londoni Grosvenor Gallery tagja volt. 1965–1975 között a Művészeti Alap szaklektora. 1966–1969 között a Kilencek művészcsoport tagja. 1968–1989 között a tokiói Gesoko Galéria tagja. 1990-ben a kaohsziungi Wang's Galéria (Tajvan) tagja; 1994–1996 között megjelent saját kiadású albumkatalógusa három füzetben; 1996-ban a Magyar Művészeti Műhely alapító tagja, illetve elnöke. Tanulmányúton járt több kelet- és nyugat-európai országban. Főként Budapesten élt és alkotott.

## Művészete
Tapasztalatainak és élményeinek képpé formálásával Konfár a világ spirituális megközelítését célozza meg, s ezért olyan összetett képi struktúrákat keres, amelyekben az ábrázolt jelenség egyszerre tükre a valóságnak és a valóságfelettinek. E képi többszólamúságot egyfelől a motívumok gondolati indítékú - a kifejezés érdekében eszközölt - expresszív átírásával éri el, másfelől a színekben rejlő "hanghatások" sajátos kiaknázásával. A stilizáció során a képi elemek új jelentést kapnak, emberi minőségek, erkölcsi és szellemi értékek hordozói lesznek, felszínre hozva ekként az ábrázolt jelenség - táj, csendélet, portré és alakos kompozíció - spirituális aspektusait. A kolorit feladata ebben a konstrukcióban a kifejezés intenzitásának elmélyítése. A művész a színt a motívum anyagi részének tekinti, azaz médiumként értelmezi, s pasztózusan, plasztikai hatásokat keltő energikus ecsetkezeléssel viszi fel a vászonra, tudatosan építve az úgynevezett szimultán kontrasztokra is. Képein az áradó, szétterjedő kolorit színes szubsztrátummá áll össze, amelyben a képi elemek feloldódnak, egymásra és egymásba tolódnak, s virtuális szerkezeteket, formákat és alakzatokat képezve, matériájává lesznek annak is, amit kifejeznek a létezés metafizikai - tér-, idő-, forma- és színdimenziókban megnyilatkozó - formáinak. Átváltozások, illetve Napszakok címmel 1995-ben festett két képciklusa napjaink magyar festőművészetének maradandó teljesítménye. 2005-ben DOYENEK III. címmel művei csoportos kiállításon szerepeltek a KOGART Házban Budapesten, a kiállításon a következő művészek alkotásai szerepeltek: Bartl József, Breznay József, Csernus Tibor, Deim Pál, Erdélyi Etelka, Fóth Ernő, Gerzson Pál,  Konfár Gyula, Mácsai István, Maurer Dóra, Molnár Sándor, Nagy B. István, Paizs László, Schéner Mihály, Sváby Lajos, Szalay Ferenc,  Veress Sándor László.

## Köztéri művei
- Bányászok (pannó, 1964, Ajka, Kultúrház)
- Pannó (Bátonyterenye, 1969, eltűnt vagy elpusztult)[1]
- Mementó (pannó, 1970, Auschwitz, Emlékmúzeum)
- Család (mozaik, 1980, Csongrád, Szakközépiskola).

## Díjak, elismerések
- Római Magyar Akadémia ösztöndíja 1963
- Munkácsy Mihály-díj 1968